# Parasynodites suturucava
Parasynodites suturucava är en skalbaggsart som beskrevs av Bruch 1930. Parasynodites suturucava ingår i släktet Parasynodites och familjen stumpbaggar. Inga underarter finns listade i Catalogue of Life.